# Ясный, Наум Михайлович
Нау́м Миха́йлович Я́сный (первоначально Наум Ехилевич Ясный, англ. Naum Jasny; 25 января (6 февраля) 1883, Харьков, Российская империя — 12 апреля 1967, Уитон, округ Монтгомери, Мэриленд, США, по другим данным Вашингтон) — американский экономист российского происхождения.

## Биография
Родился 25 января (6 февраля) 1883 года в Харькове, в семье золотоношского купца второй гильдии (к 1888 году полтавского купца первой гильдии) Ехеля (Михаила) Абрамовича Ясного (1863—?); мать — Роза Евелевна Ясная. У него было четверо братьев — Александр, Владимир (1888—1937, репрессирован), Лев (Лейб, 1890—?), Семён (Самуил, (1886—1979) и сестра Мария. Семье с 1894 года принадлежал четырёхэтажный каменный дом № 7 в Плетнёвском переулке (семья Ясных переехала в Харьков из Киева).
В 1901 году окончил Харьковскую классическую гимназию. Учился в университетах Берлина, Петербурга, Вены, Цюриха. В 1908 году окончил юридический факультет Императорского Харьковского университета.
Придерживался меньшевистских взглядов (член РСДРП с 1903 года). В 1908—1909 годах занимался адвокатурой в Санкт-Петербурге, затем работал на мельничном предприятии отца (контора отца по продаже мукомольных мельниц располагалась в доме Гладкого на Николаевской площади в Харькове, контора мельницы братьев Ясных располагалась на углу Вознесенской и Дворянской улиц). В 1915—1918 годах сотрудничал в Союзе русских городов. В годы гражданской войны находился в Харькове. В 1920 году работал в Министерстве продовольствия Грузии. В 1921—1925 годах жил в Австрии (Линц). В 1925—1927 годах выступал экспертом по торговле зерном торгового представительства СССР в Гамбурге. В 1927—1929 годах работал журналистом, в 1929—1931 годах — в Институте изучения конъюнктуры в Берлине, в 1931—1933 годах — в Институте исследований сельскохозяйственного рынка.
С 1933 года жил в США. Работал в правительственных учреждениях, выступал в качестве эксперта по экономике советского сельского хозяйства. Занимался экономической историей выращивания пшеницы («The wheats of classical antiquity», 1944). Автор ряда монографий по экономическим вопросам СССР и экономике сельского хозяйства на английском, немецком и русском языках, а также мемуарной прозы — «Soviet Economists of the Twenties: Names to be Remembered» (1972), «To Live Long Enough: The Memoirs of Naum Jasny» (1976).

### Книги на русском языке
- Регулирование хлебного рынка. — Петроград: Издательство Союза городов, 1917.
- Регулирование пищевого рынка. — Петроград: Издательство Союза городов, 1917.
- Может ли быть Украина экономически независимой? — Харьков: «Союз», 1918.
- Война и экономика. — Харьков: «Союз», 1919.
- Зерновые элеваторы в Северной Америке и в России. — Москва: «Центросоюз», 1925.
- Советские экономисты 1920-х годов. Долг памяти. — М.: Дело, 2012.

## Семья
- Жена — Мария Васильевня Ясная (в девичестве Орлова), зубной врач[20]. 
  - Дочь — Наташа Артин-Брансвик (англ. Natascha Artin Brunswick; 1909—2003), математик и фотограф; была с 1929 года замужем за математиком Эмилем Артином и с 1959 года за композитором Марком Брансвиком (англ. Mark Brunswick; 1902—1971). Внук — математик Майкл Артин[21].
  - Дочь — Татьяна (в замужестве Мосс, 1918—2010)[22], была замужем за экономистом Милтоном Моссом (1915—2009)[23]. Внук — экономист Филип Мосс (англ. Philip I. Moss)[24].
- Сестра Мария была замужем за эндокринологом Виктором Коганом-Ясным.
- Племянник — Георгий Владимирович Ясный (1918—1988), прозаик, спортивный журналист, руководитель отдела спортивных сооружений ЦНИИЭП имeни Б. С. Мезенцева, специалист в области теории и практики спортивного строительства, кандидат технических наук.